# Ligne 17 du métro de São Paulo
La ligne 17 - Or est une future ligne du métro de São Paulo qui va utiliser le Metroleve, un système de monorail. Cette ligne reliera la station Morumbi, de la Ligne 9-Émeraude à la station Congonhas. Cette ligne sera le principal arrêt de l'aéroport de Congonhas, en passant aussi par la ligne 5-Lilas et de la Ligne 9 de CPTM. Elle aura une demande d'environ quinze mille voyageurs par heure dans chaque direction. Une fois terminé, la ligne aura à 17,7 km de longueur.

## Projet
L'appel d'offres pour la construction doit être publié en novembre 2009, et le coût total du projet est estimé à 3,17 milliards de reais (1,082 milliard de reais prêt auprès de BNDES, 1,5 milliard de reais du gouvernement de l'état et le reste de la mairie de São Paulo), avec une prévision de 200 mille, 230 mille ou jusqu'à 250 mille voyageurs transportés par jour. Le tracé projeté a 21,5 kilomètres et sera mise en service en trois étapes. Le premier d'entre eux avaient les 3,8 km et le début de la construction était prévue pour décembre 2010, relient la connexion de l'aéroport de Congonhas à la station São Judas, avec une commande initiale de 18 mille passagers par jour. Cette étape, cependant, a subi un retard et fini archivée dans la première moitié de 2011, en raison du processus d'inscription au patrimoine historique de l'aéroport, selon le métro. La première phase est venu à être, alors, la liaison entre l'aéroport et la station de Morumbi, de la CPTM, avec des prévisions de la demande quotidienne de 43 milliers de voyageurs et de commencer les opérations dans la première moitié de 2014. C'était à l'origine partie de la deuxième étape, qui avaient prévu une demande de cent mille d'utilisateurs par jour et le début de ses opérations en 2013, 10.8 kilomètres de la station Morumbi à la station Jabaquara, de la ligne 1 du métro par l'aéroport en forment un Y. La deuxième phase a passé à être le lien entre l'aéroport et la station São Paulo-Morumbi, de la ligne 4 du métro, dont les prévisions d'exploitation ont augmenté pour la première moitié de 2015, avec la demande attendue de 166 milliers de passagers par jour. Enfin, la troisième phase serait la liaison de la ligne avec la station Jabaquara, également prévue pour le premier semestre de 2015, en apportant à la demande prévue de 252 mille voyageurs par jour.

## Stations
| Code | Station                | Intégration      | District     |
| ---- | ---------------------- | ---------------- | ------------ |
| JAB  | Jabaquara              | Ligne 1-Bleue    | Jabaquara    |
| ?    | Hospital Saboia        | -                | Jabaquara    |
| ?    | Cidade Leonor          | -                | Jabaquara    |
| ?    | Vila Babilônia         | -                | Jabaquara    |
| ?    | Vila Paulista          | -                | Jabaquara    |
| ?    | Washington Luís        | -                | Campo Belo   |
| ?    | Aeroporto de Congonhas | -                | Campo Belo   |
| ?    | Brooklin Paulista      | -                | Campo Belo   |
| ?    | Vereador José Diniz    | -                | Campo Belo   |
| ?    | Campo Belo             | Ligne 5-Lilas    | Campo Belo   |
| ?    | Vila Cordeiro          | -                | Itaim Bibi   |
| ?    | Chucri Zaidan          | -                | Itaim Bibi   |
| MRB  | Morumbi                | Ligne 9-Émeraude | Santo Amaro  |
| ?    | Panamby                | -                | Vila Andrade |
| ?    | Paraisópolis           | -                | Vila Andrade |
| ?    | Américo Maurano        | -                | Morumbi      |
| ?    | Estádio do Morumbi     | -                | Morumbi      |
| SPM  | São Paulo-Morumbi      | Ligne 4-Jaune    | Morumbi      |